# Còlit formiguer del Congo
El còlit formiguer del Congo (Myrmecocichla tholloni) és una espècie d'ocell de la família dels muscicàpids (Muscicapidae) pròpia de l'Àfrica central. Es troba disseminat per Angola, la República Centreafricana, República del Congo, República Democràtica del Congo i Gabon. Habita els herbassars humits tropicals i els aiguamolls. El seu estat de conservació es considera de risc mínim.